# Mikkel Vibe
 Ikke at forveksle med Michael Vibe.
Mikkel Vibe (1565 på Lægård ved Holstebro – 30. marts 1624 i København) var en dansk handelsmand og borgmester i København.

## Baggrund
Mikkel Vibe var bondesøn fra Lægård ved Holstebro. Efter hans far døde i en tidlig alder kom han til at bo hos en farbror, der var præst i Tyregod og kom siden i en skrive- og regneskole i Viborg, hvorefter han kom i tjeneste hos livlægen dr. Peder Sørensen. Det var gennem ham, at han fik kontakt til lægens bror, der var tolder i Norge. Hos ham fik han indsigt i handelsbranchen, i hvilken han viste store talenter. Nu kom han i tjeneste hos borgmester Markus Hess i København, der var en driftig handelsmand, som benyttede Vibe til handelsrejser til Spanien og England. Senere foretog Vibe rejser på egen hånd til forskellige vigtige handelsbyer i Europa. Da han kom tilbage til Danmark i 1593 fik han borgerskab i København og blev snart en af hovedstadens største og driftigste handelsmænd. Fra 1602 var han rådmand og fra 1609 en af byens borgmestre.

## Bedrifter
Det er vanskeligt i korte træk at give en forestilling om Vibes store handels- og rederibedrift, som han drev sammen med sin bror, Christen Vibe, indtil hans død i 1605. Derefter arbejder han med mange af tidens handelsmænd. Specielt nævnes svigersønnen Thomas Lorck. Han leverede varer til hoffets forbrug og forsynede Norge med kornvarer. Hans skibe besejlede landene i Norden og Island og drev hvalfangst under Finmarken og Grønland. Han havde ofte tab, da skibene blev opbragt af kapere, men han lod sig ikke skræmme og havde sandsynligvis selv kapere i sit sold.
Hos Regeringen stod Vibe højt. F.eks. deltog statholderen i København, Rigsråd Breide Rantzau, i flere af Vibes forretninger. Eksempelvis blev han betroet tilsyn med salthandelen. I tidens løb blev han også en meget velhavende mand, der ejede mange gårde og grunde i og omkring København. Bl.a. ejede han syv haver og en ladegård uden for Østerport. I "Store Vibenshus" er hans navn vistnok stadig bevaret, og han var den første, der bebyggede Vesterbro hinsides søerne, hvor en meget besøgt gæstgivergård med skydebane bar navnet "Mads Vibes Kro". En gade, der ikke eksisterer mere, omtrent der hvor Kultorvet er, hed "Mads Vibes Gade". Under bebyggelsen af Christianshavn deltog han med iver, og selve den dag han døde, havde han været ude at se til sine byggepladser i den bydel.

## Eftermæle
Hans begravelse i St. Nicolai Kirke foregik "med stor Frekvens af Rigens Raad, Adel og Uadel". Samtiden berømmer ham som en from mand, der hver morgen dvælede i sit bedekammer, før han gik ud, og der siges, at han klarede sit borgmesterembede på en sådan måde, at han var vel lidt af både rige og fattige, og hjalp borgerskabet i mange sager.

## Familie
Vibe var gift to gange, første gang i 1595 med Mette Lauridsdatter, der døde i 1599, hvorefter han i år 1600 blev gift med Anne, datter af borgmester Simon Surbek. Hun døde i 1632 to år efter ham. Han fik børn i begge ægteskaber. Datteren Mette giftede sig med biskop Mads Jensen Medelfar i Lund. Mikkel Vibe blev gennem sønnen Peder Vibe stamfar til den senere adlede slægt Vibe. Han blev begravet i Nikolaj Kirke.